# Schisandra
El género Schisandra Michx., 1803, (nom. cons.) comprende 23 especies de bejucos leñosos y pertenece a la familia Schisandraceae. Su especie tipo es S. coccinea Michx., 1803.

## Descripción
Con las caracteres generales de la familia Schisandraceae.
- Bejucos leñosos, trepadores.
- Plantas monoicas o dioicas.
- Flores unisexuales. Tépalos 5-20. Estambres 4-60, unidos de diversas formas. Carpelos (12-)20-30(-120), colocados en espiral en el receptáculo. Óvulos 2(-3) por carpelo.
- Fruto compuesto (infrutescencia) con el receptáculo muy alargado, cónico a cilíndrico o filiforme; cada fruto en baya, con 1-2 semillas.
- Número cromosómico: n = 7, 14; 2n = 28.

## Usos
Algunas especies tienen uso en jardinería, como es el caso de S. coccinea o S. sphenanthera. Los frutos secos de S. chinensis se usan en la medicina tradicional asiática, como remedio contra las infecciones, problemas de la piel, insomnio, tos y sed, y como afrodisíaco. Reciben el nombre de wuweizi (五味子), o "fruto de los cinco sabores", por presentar los cinco sabores básicos: dulce, salado, amargo, picante y ácido. Se usan también otras partes de numerosas especies, p. ej., S. sphenanthera. Véase en cada especie.

## Distribución
El género se distribuye por el este y sureste de Asia, excepto una única especie en el sureste de los Estados Unidos.

## Sinonimias
- Stellandria Brickell, 1803, nom. rej. Especie tipo: Stellandria glabra Brickell, 1803).
- Schizandra Desf., 1817 ("1818").
- Sphaerostema Blume, 1825. Especie tipo: Sphaerostema axillare Blume, 1825.
- Maximowiczia Rupr., 1856. Especie tipo Maximowiczia amurensis Rupr., 1856.

## Táxones específicos incluidos
- Especie Schisandra arisanensis Hayata, 1915

- Subespecie arisanensis

Taiwán. Medicinal, frutos comestibles.
- Subespecie viridis (A.C. Sm., 1947) R.M.K. Saunders, 2000

China. Medicinal, frutos comestibles.
- Especie Schisandra bicolor W.C. Cheng, 1932 (= S. wilsoniana A.C. Sm., 1947; S. tuberculata Y.W. Law, 1983)

China. Medicinal. 2n = 28.
- Especie Schisandra chinensis (Turcz., 1837) Baill., 1868 (= Sphaerostema japonicum Siebold & Zucc., 1845, nom. nud.; Maximowiczia amurensis Rupr., 1856; Sphaerostema japonicum A. Gray, 1859; ? Maximowiczia sinensis Rob., 1874; S. chinensis var. glabrata Nakai ex Mori, 1922, nom. nud.; S. chinensis var. typica Nakai, 1933; S. chinensis var. leucocarpa P.H. Huang & L.H. Zhuo, 1994)

China, Japón, Siberia oriental, Corea; Estados Unidos (introducida). Medicinal, frutos comestibles, infusiones, ornamental, fibras del tallo para cordelería. 2n = 28.
- Especie Schisandra elongata (Blume, 1825) Baill., 1868

Java
- Especie Schisandra glabra (Brickell, 1803) Rehder, 1944(= Schisandra coccinea Michx., 1803)

Sureste de los Estados Unidos, México. Ornamental.
- Especie Schisandra glaucescens Diels, 1900

China. Medicinal, futos comestibles, ornamental.
- Especie Schisandra grandiflora (Wall., 1824) Hook.f. & Thomson, 1872

Tíbet, Bután, India, Nepal. n = 7, 14.
- Especie Schisandra henryi C.B. Clarke, 1905

- Subespecie henryi (= S. elongata var. longissima Dunn, 1908; S. hypoglauca H. Lév., 1911)

China, Japón (introducida). 2n = 28.
- Subespecie marginalis (A.C. Sm.) R.M.K. Saunders, 2000

China
- Subespecie yunnanensis (A.C. Sm.) R.M.K. Saunders, 2000

China
- Especie Schisandra incarnata Stapf, 1928

China. Medicinal.
- Especie Schisandra lancifolia (Rehder & E.H. Wilson, 1913) A.C. Sm., 1947

China. Medicinal, frutos comestibles.
- Especie Schisandra longipes (Merr. & Chun, 1934) R.M.K. Saunders, 2000

China
- Especie Schisandra micrantha A.C. Sm., 1947 (= S. elongata var. dentata Finet & Gagnep., 1905; S. gracilis A.C. Sm., 1947)

Birmania, China, India. Medicinal.
- Especie Schisandra neglecta A.C. Sm., 1947 (= ? S. lancifolia var. polycarpa Z. He, 1990)

Bután, Birmania, China, India, Nepal. Medicinal.
- Especie Schisandra perulata Gagnep., 1939

Vietnam, Tailandia
- Especie Schisandra plena A.C. Sm., 1947

China, India
- Especie Schisandra propinqua (Wall., 1824) Baill., 1868

- Subespecie propinqua

Bután, Nepal, India
- Subespecie axillaris (Blume, 1825) R.M.K. Saunders, 1997 (= Sphaerostema pyrifolium Blume, 1830)

Java, Bali
- Subespecie intermedia (A.C. Sm., 1947) R.M.K. Saunders, 1997

India, Birmania, Tailandia, China
- Subespecie sinensis (Oliv., 1887) R.M.K. Saunders, 1997 (= S. propinqua var. linearis Finet & Gagnep., 1905; Embelia valbrayi H. Lév., 1914)

China
- Especie Schisandra pubescens Hemsl. & E.H. Wilson, 1906 (= Schisandra vestita Pax & K. Hoffm., 1922)

China. Medicinal. 2n = 28.
- Especie Schisandra pubinervis (Rehder & E.H. Wilson, 1913) R.M.K. Saunders, 2000

China
- Especie Schisandra repanda (Siebold & Zucc., 1843) Radlk., 1886 (= S. nigra Maxim., 1872; ? S. discolor Nakai, 1933)

Japón, Corea del Sur. Frutos comestibles, infusiones, ornamental.
- Especie Schisandra rubriflora Rehder & E.H. Wilson, 1913

Birmania, China, India. Medicinal. 2n = 28.
- Especie Schisandra sphaerandra Stapf, 1928 (= S. grandiflora var. cathayensis C.K. Schneid., 1917; S. sphaerandra fo. pallida A.C. Sm., 1947)

China. Medicinal, ornamental.
- Especie Schisandra sphenanthera Rehder & E.H. Wilson, 1913 (= S. chinensis var. rubriflora Franch., 1886; Schisandra flaccidiramosa C.R. Sun, 1988)

China. 2n = 28.
- Especie Schisandra tomentella A.C. Sm., 1947

China